# Fotballklubben Sparta Sarpsborg
Il Fotballklubben Sparta Sarpsborg è una società calcistica norvegese con sede nella città di Sarpsborg. Milita nella 3. divisjon, quarto livello del campionato norvegese. Si tratta della divisione calcistica della polisportiva Idrettslaget Sparta.

## Storia
La storia dello Sparta Sarpsborg può essere divisa in due parti: la prima, che va dalla fondazione del 1928 al 1940 e la seconda, che va dal 1945 ad oggi. Durante la seconda guerra mondiale, infatti, non c'erano competizioni sportive ufficiali, ma alcuni dei calciatori della squadra guidarono le manifestazioni non ufficiali e fecero parte della resistenza norvegese.
Vinse tre edizioni dell'Arbeidermesterskapet (1936, 1937 e 1938). Nel 1947 giocò per la prima volta nella massimo divisione norvegese e vi rimase fino al 1958, fatta eccezione per il campionato 1955-1956. Nel 1952, arrivò il successo finale nell'edizione stagionale della Coppa di Norvegia.
Nel 1999, diverse squadre dell'area della città di Sarpsborg si sono fuse per crearne una d'élite, che ha preso il nome di Sarpsborg Fotball: la società neocostituita ha preso il posto del Sarpsborg FK nella 2. divisjon. Nella prima stagione disputata, la squadra è retrocessa in 3. divisjon, così alcune società si sono distaccate dal progetto, Sparta Sarpsborg e Sarpsborg FK incluse. I club rimanenti hanno quindi adottato il nome Borg Fotball e hanno riconquistato la promozione in 2. divisjon nel campionato 2002, ma sono retrocessi nuovamente l'anno seguente. Proprio nel 2003, lo Sparta Sarpsborg ha centrato la promozione in 2. divisjon e ha riallacciato i rapporti con il Borg, con le società che hanno effettuato quindi una nuova fusione ed il nome adottato è stato Fotballklubben Sparta Sarpsborg. Nella stagione 2005, la squadra ha centrato la promozione in 1. divisjon e ha raggiunto la salvezza nelle due annate seguenti. Prima del campionato 2008, la squadra si è ritirata e ha concesso il proprio posto in 1. divisjon al Sarpsborg Sparta, che dall'anno seguente avrebbe adottato la denominazione Sarpsborg 08.
Lo Sparta Sarpsborg ha quindi continuato a giocare nei campionati dilettantistici norvegesi.

## Giocatori

### Lo Sparta Sarpsborg e le Nazionali di calcio
Lista dei calciatori che hanno giocato per la Nazionale norvegese mentre militavano nelle file dello Sparta Sarpsborg.
- Asbjørn Hansen
- Karsten Hansen
- Thor Lunde
- Knut Sørensen
- Odd Wang Sørensen

## Palmarès

### Competizioni nazionali
- Coppa di Norvegia: 1

1952
- Arbeidermesterskapet: 3

1936, 1937, 1938
- 2. divisjon: 1

2005 (gruppo 1)
- 4. divisjon: 1

2015

### Altri piazzamenti
- Campionato norvegese:

Secondo posto: 1947-1948
- Arbeidermesterskapet:

Finalista: 1930, 1934, 1935
- 2. divisjon:

Secondo posto: 2004 (gruppo 1)